# Kézsebészet
A kézsebész feladata ellátni vagy megműteni a beteg vagy sérült kezet, csuklót, alkart és könyököt.
A kézsebészeti szakképesítés szakvizsgával történhet. A kézsebészeti szakvizsga ráépített második szakvizsgaként szerezhető meg a már baleseti sebész (traumatológus), általános sebész, ortopéd sebész szakvizsgákkal rendelkező sebészeknek. Általánosságban a szakvizsgához szükséges két év kézsebészeti területen végzett gyakorlat, illetve a kézsebészeti és mikrosebészeti tanfolyam.

## Külső hivatkozás
- A Magyar Kézsebész Társaság hivatalos oldala
- Mivel foglalkozik a kézsebészet?